# Dana Budisavljević
Dana Budisavljević (Zagreb, 1975.) je hrvatska filmska redateljica i producentica.

## Životopis
Diplomirala je filmsku i televizijsku montažu na zagrebačkoj Akademiji dramskih umjetnosti. Radila je kao montažerica, redateljica i producentica dokumentarnih filmova i TV-serija. Pet godina je radila za dokumentarni filmski projekt Factum ravnatelja Nenada Puhovskog, s kojim je 2005. pokrenula ZagrebDox. S poslovnom partnericom Olinkom Višticom 2006. osniva filmsku i umjetničku produkciju Hulahop. Skoro cijelo desetljeće je stvarala film Dnevnik Diane Budisavljević, o humanitarki Diani Budisavljević. Premijerno je prikazan 18. srpnja 2019. na Pulskom filmskom festivalu, a bio je i u natjecateljskom programu. Proglašen je najboljim filmom festivala, a dobio je i nagradu publike kao i nagrade za najbolju režiju, montažu i glazbu. Boško Budisavljević joj je otac. Obitelji i javnosti je obznanila svoje homoseksualno usmjerenje. Autobiografski dokumentarni film Nije ti život pjesma Havaja kroz ritual zajedničkih obroka njezine obitelji, s nježnošću i humorom govori o potrebi za prihvaćanjem među najbližima. Priča je veoma osobna. U Hrvatskoj je film nakon premijere na ZagrebDoxu tjednima punio kina u Zagrebu i postao najgledaniji domaći dokumentarac godine.

## Zanimljivosti
Nikola Tesla je dupli rod Dani Budisavljević. Bliže srodstvo je preko Dane, majke njezina oca Boška, čija je baka bila Angelina (Tesla) Trbojević, jedna od sestara slavnog znanstvenika. Dalje srodstvo s Nikolom Teslom je preko Daninog djeda po ocu, jer je baka Nikole Tesle, Sofija Mandić, djevojački bila Budisavljević. Na isti način, daljeg srodstva, Dani je rod i Julije Budisavljević, muž Diane Budisavljević, kao i Titova supruga Jovanka Broz.